# Саймон Вітлок
Саймон Вітлок (англ. Simon Whitlock, нар. 3 березня 1969)  — австралійський професійний гравець в дартс, чемпіон Європи з дартсу (PDC) 2012 року.

## Кар'єра
У 2003 році Вітлок вперше брав участь в чемпіонаті світу PDC. Через два роки (2005) він дебютував в чемпіонаті світу BDO. У 2010 році Вітлок вперше бере участь в чемпіонаті Європи з дартсу (PDC), і через два роки (2012) виграє титул чемпіона.
Разом із Деймоном Хета у 2022 році представляв Австралію у турнірі Кубок світу з дартсу (PDC) серед збірних команд, де вони вперше виграли цей титул.